# Штауфенберг (Нижняя Саксония)
Штауфенберг (нем. Staufenberg) — община в Германии, в земле Нижняя Саксония.
Входит в состав района Гёттинген. Население составляет 8086 человек (на 31 декабря 2010 года). Занимает площадь 77,55 км².
| Год  | Население |
| ---- | --------- |
| 1990 | 8466      |
| 1995 | 8660      |
| 2000 | 8626      |
| 2005 | 8472      |
| 2010 | 8157      |